# Municipio de Cash (Dakota del Sur)
El municipio de Cash (en inglés: Cash Township) es un municipio ubicado en el condado de Perkins en el estado estadounidense de Dakota del Sur. En el año 2010 tenía una población de 14 habitantes y una densidad poblacional de 0,15 personas por km².

## Geografía
El municipio de Cash se encuentra ubicado en las coordenadas 45°35′55″N 102°37′44″O / 45.59861, -102.62889. Según la Oficina del Censo de los Estados Unidos, el municipio tiene una superficie total de 92.52 km², de la cual 92,32 km² corresponden a tierra firme y (0,22 %) 0,2 km² es agua.

## Demografía
Según el censo de 2010, había 14 personas residiendo en el municipio de Cash. La densidad de población era de 0,15 hab./km². De los 14 habitantes, el municipio de Cash estaba compuesto por el 100 % blancos. Del total de la población el 0 % eran hispanos o latinos de cualquier raza.